# Lonchura grandis
Lonchura grandis là một loài chim trong họ Estrildidae.